# بلکوچی
بلکوچی (به لاتین: Belkuchi) یک منطقهٔ مسکونی در بنگلادش است که در ناحیه سراج‌گنج واقع شده‌است. بلکوچی ۱۶۴٫۳۱ کیلومتر مربع مساحت و ۲۴۵٬۱۶۴ نفر جمعیت دارد.